# Helge Nielsen (borgmester i Hedensted Kommune)
 Der er flere personer med dette navn, se Helge Nielsen (flertydig).
Helge Nielsen (18. februar 1923 – 29. maj 2012 i Båstrup) var en dansk gårdejer og borgmester.
Han var fra 1974 til 1994 borgmester i Hedensted Kommune, hvor han også var gårdejer, for ved kommunalvalget i 1973 var det lykkedes det for Venstre, der var i valgforbund med Det Konservative Folkeparti, at vælte den siddende borgmester Hans Axelsen (K) og få valgt Helge Nielsen som borgmester. Efter kommunalvalget i 1993 blev Helge Nielsen selv væltet, og Kaj Larsen (K) blev ny borgmester.
Han var Ridder af Dannebrog.
2. juni 2012 begraves han fra Øster Snede Kirke.